# Maciste (personaje)

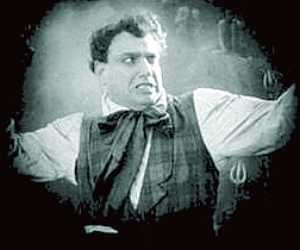
Bartolomeo Pagano como Maciste (1926). Fotograma de una de las películas "Maciste all'inferno" (Italia 1926)

Maciste es un personaje cinematográfico protagonista de un gran número de películas de género péplum. Es uno de los personajes recurrentes más antiguos del cine, creado por Gabriele d'Annunzio como protagonista de la película histórica Cabiria, dirigida en 1914 por Giovanni Pastrone. Aparece a lo largo de la historia del cine italiano, desde la década de 1910 hasta mediados de la de 1960.
Suele ser representado como una figura similar a Hércules, que utiliza su enorme fuerza para lograr hazañas que hombres comunes y corrientes no pueden. Muchas de las películas italianas de la década de 1960 en las que aparece Maciste fueron retituladas en otros países, sustituyendo los títulos por nombres más populares (como los de  Hércules, Sansón o Goliat). Al igual que otros personajes del género —como Hércules, Sansón, Goliat o Ursus—, es un ser bondadoso que lucha por el desprotegido por medio de su fuerza sobrehumana. El personaje se convirtió en un icono italiano, entrando en el lenguaje común en Italia como sinónimo de un hombre con un físico poderoso y una fuerza excepcional. En los años sesenta fue protagonista de muchas películas del llamado género péplum, así como de numerosas parodias.
El nombre Maciste, como se desprende del guion original de Cabiria, es la forma italianizada de un antiguo epíteto del semidiós Hércules, en griego mákistos, forma dórica de mékistos, superlativo de makròs (grande).

## Etimología
El nombre Macisto corresponde a un personaje menor de la mitología griega, hijo de Atamante. En su supuesta forma italiana, Maciste, puede haberse inspirado D'Annunzio para crear al protagonista de la película Cabiria.
Sin embargo, Μακιστίος (Makistios, en su forma latina: Macistius) también era un epíteto de Heracles mencionado por Estrabón:
```

```

"A medio camino del templo de Heracles Macistio y el río Acidón"
"ἐν δὲ τῷ μεταξὺ το τε τοῦ Μακιστίου Ἡρακλέους ἱερόν ἐστι και ὁ Ἀκίδων ποταμός"
 
Estrabón, Geografía VIII, 3, 21 

Este apelativo proviene del topónimo Makistos (Μάκιστος), un poblado del distrito de Trifilia en la Élide.
En el primer volumen del Dizionario universale archeologico-artistico-technologico (1858) se menciona a Macistius como uno de los tantos epítetos de Hércules (Ercole), mientras que en el segundo volumen (1864) aparece italianizado como Maciste y definido como: 

"uno del soprannomi d'Ercole"
Luigi Rusconi "Dizionario universale archeologico-artistico-technologico..." página 914,Turín,1864)

En el guion original de la película Cabiria (1914) del director Giovanni Pastrone, el héroe se llamaba Hércules (Ercole), al revisar el escrito, el poeta Gabriele d'Annunzio cambió su nombre por Maciste, al cual consideraba un sinónimo erudito del héroe mitológico e inspirado en el mencionado diccionario o en una fuente similar.
Más tarde, esta etimología se olvidó y se asoció el nombre del personaje con la palabra italiana macigno es decir "roca, peñasco". Así en un film de 1960, el propio Maciste le comenta a otro personaje que su nombre significa: "de la roca"

## Filmografía

### Periodo mudo
La primera aparición del héroe fue en la película Cabiria (1914), en la que el actor Bartolomeo Pagano interpretó al personaje. Pagano era un estibador genovés analfabeto que gracias a este film alcanzó fama internacional. Protagonizó las 27 películas mudas sobre Maciste. Italia hizo uso de él con fines propagandísticos tanto durante la Primera Guerra Mundial como con el régimen de Benito Mussolini. Federico Fellini reconoció que Maciste all'inferno (Maciste en el infierno) fue la película que despertó en él la vocación cinematográfica.
- Cabiria (1914)
- Maciste (1915)
- Maciste bersagliere
- Maciste alpino (1916)
- Maciste atleta (1916)
- Maciste medium (1917)
- Maciste poliziotto (1917)
- Maciste turista (1917)
- Maciste sonnambulo (1918)
- La Rivincita di Maciste (1919)
- Il Testamento di Maciste (1919)
- Il Viaggio di Maciste (1919)
- Maciste I (1919)
- Maciste contro la morte (1919)
- Maciste innamorato (1919)
- Maciste in vacanza (1920)
- Maciste salvato dalle acque (1920)
- Maciste e la figlia del re della Plata (1922)
- Maciste und die Japanerin (1922)
- Maciste contro Maciste (1923)
- Maciste und die chinesische truhe (1923)
- Maciste e il nipote di America (1924)
- Maciste imperatore (1924)
- Maciste contro lo sceicco (1925)
- Maciste all'inferno (1926)
- Maciste nella gabbia dei leoni (1926)
- il Gigante delle Dolemite (1927)

### Periodo de los 60
Tras el éxito internacional de Hércules (1958), la cinematografía italiana vio nacer el boom del peplum, dando lugar a un sinfín de películas de aventuras ambientadas en la Antigüedad clásica. Estas películas eran protagonizadas por forzudos de buen corazón que luchaban contra pérfidos tiranos que tenían subyugada a la población. Pronto se recuperó a Maciste para dar réplica a Ursus, Sansón, Hércules o Goliat, hasta que el género cayó vencido por el naciente Spaghetti western. Muchos actores interpretaron a Maciste durante este periodo, como Steve Reeves, Reg Park, Kirk Morris, Gordon Scott o Ed Fury, pero fue Mark Forest quien más veces se metió en su piel, 7 en total.
- Maciste nella Valle dei Re (1960) de Carlo Campogalliani
- Maciste nella terra dei ciclopi (1961) de Antonio Leonviola
- Totò contro Maciste (1961) de Fernando Cerchio
- Maciste contro lo sceicco (1961) de Domenico Paolella
- Maciste contro Ercole nella valle dei guai (1961) de Mario Mattoli
- Maciste l'uomo piu' forte del mondo (1961) de Antonio Leonviola
- Il trionfo di Maciste (1961) de Tanio Boccia
- Maciste contro il vampiro (1961) de Sergio Corbucci
- Maciste contro i mostri (1962) de Guido Malatesta
- Maciste contra el jeque (1962) Domenico Paolella
- Zorro contro Maciste (1963) de Umberto Lenzi
- Maciste l'eroe piu' grande del mondo (1963) de Michele Lupo
- Maciste alla corte dello Zar (1964) de Tanio Boccia
- Ercole, Sansone, Maciste e Ursus gli invincibili (1964) de Giorgio Capitani
- Maciste contro i mongoli (1964) de Domenico Paolella
- Maciste nelle miniere di re Salomone (1964) de Piero Regnoli
- Maciste nell'inferno di Gengis Khan (1964) de Domenico Paolella
- Maciste e la regina di Samar (1964) de Giacomo Gentilomo
- Maciste gladiatore di Sparta (1965) de Mario Caiano

### Periodo de Jesús Franco
El cineasta español Jesús Franco realizó en 1973 dos producciones francesas con Maciste como personaje, Maciste contre la Reine des Amazones (Maciste contra la reina de las Amazonas) y Les exploits érotiques de Maciste dans l'Atlantide (Las hazañas eróticas de Maciste en la Atlántida). Ambas se rodaron simultáneamente y las protagonizó Val Davis. La distribución italiana rebautizó a Maciste como Karzan y en Francia se añadieron escenas pornográficas a la segunda y se retituló "Les gloutonnes" (Las glotonas).

### Maciste en la cinematografía posterior
Tras Jesús Franco, ningún cineasta ha vuelto a retomar a Maciste. Una de las escasas referencias que encontramos del personaje es un guiño en la película francesa Dobermann, donde Maciste es el nombre de un cachorro de pitbull.
Nanni Moretti homenajeó al personaje en su película de 2006 Il Caimano, donde el protagonista de la cinta, un productor de cine B, está preparando una película llamada Maciste contra Freud.